# Tricot
|  | Per a altres significats, vegeu «Tricot (Oise)». |

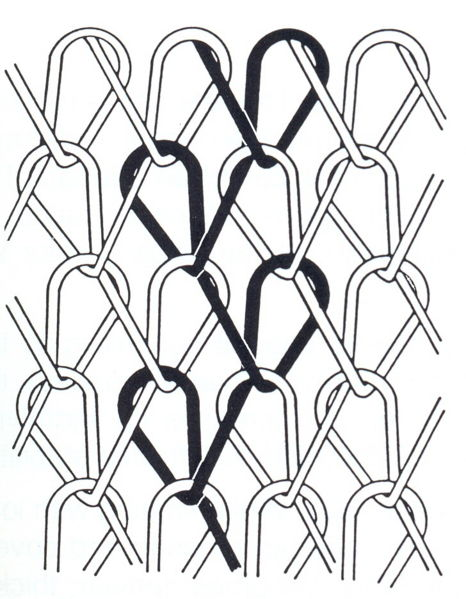
Patró bàsic de punt de tricot. fils paral·lels en ziga-zaga longitudinal al llarg del teixit, cada bucle s'assegura amb un bucle adjacent de la fila anterior.

El tricot, o teixit de punt d'ordit, és una família de mètodes de teixir en què el fil "zigzagueja" al llarg de la longitud del teixit, és a dir, les rengleres seguides i adjacents de teixit de punt, en lloc d'una sola fila ("curs"). En contraposició, el teixit de punt a través de l'ample de la tela es denomina teixit de punt de trama. Ambdós permeten una varietat important de tipus de punt i de motius de dibuix, tant a mà com a màquina.

## Descripció
Essencialment el «tricot» consisteix en una sèrie de llaçades - anomenades punts - unides entre si de manera que constitueixin una malla. És un mètode que es sol emprar per poder teixir materials típics com la llana, o el fil de cotó, però també es pot emprar qualsevol altre tipus de fibra tèxtil. A diferència de les altres teles teixides formades per un encreuament de fils d'ordit i de fils de trama, el tricot, en canvi està constituït per un sol fil, que torçant-lo es fa passar pels bucles així formats, normalment amb l'ajuda d'una o vàries agulles de tricotar.
Atès que l'ordit requereix que el nombre de tirades de fil separades ("o extrems") sigui igual al nombre de punts d'una fila, el teixit de punt per ordit gairebé sempre es fa a màquina, no a mà. A nivell industrial, una tricotosa és una màquina per a teixir gènere de punt que funciona amb agulles de llengüeta col·locades en les ranures d'una fontura, per dins de les quals poden lliscar de forma alternada impulsades per unes lleves.

## Història
Fer punt és un art mil·lenari. Per a fer punt s'utilitzen, habitualment, dues agulles llargues amb les que es maneja el fil (normalment de llana) per donar forma a la llaçada. El gruix de les agulles determinarà en gran manera la mida del punt i, al mateix temps, l'espessor de la malla o teixit resultant, encara que la força amb què es tensa també és important. La invenció de les màquines tricotoses, a diferència de les màquines de cosir i dels telers, es remunta al 1808. La tricotosa circular d'agulla és de l'any 1906.

## Aplicacions
- Equips de protecció individual (EPI), sobretot protecció per als talls.
- Jerseis, Samarretaes, roba-interior, slips, capells, etc.

## Tipus de màquines
- Tricotosa rectilínia
- Tricotosa circular